# Orania sibuyanensis
Orania sibuyanensis (Becc.) Adorador & Fernando, 2019 è una palma della sottofamiglia Arecoideae, endemica dell'isola di Sibuyan, nelle Filippine.

## Tassonomia
Questa palma fu descritta inizialmente nel 1919 dal botanico italiano Odoardo Beccari che la classificò come una varietà di Orania philippinensis (Orania philippinensis var. sibuyanensis ); dal 1925 sino al 2019 lo status accettato è stato quello di varietà di Orania palindan (Orania palindan var. sibuyanensis ). Nel 2019 le è stato attribuito il rango di specie a sé stante (Orania sibuyanensis (Becc.) Adorador & Fernando).